# Огньовське сільське поселення (Казанський район)
Огньо́вське сільське поселення (рос. Огнёвское сельское поселение) — муніципальне утворення у складі Казанського району Тюменської області, Росія.
Адміністративний центр — село Огньово.

## Населення
Населення — 979 осіб (2020; 994 у 2018, 1054 у 2010, 1110 у 2002).

## Склад
До складу поселення входять такі населені пункти:
| Населений пункт    | Населення, осіб (2002) | Населення, осіб (2010) |
| ------------------ | ---------------------- | ---------------------- |
| Огньово, село      | 517                    | 489                    |
| Піщане, присілок   | 444                    | 415                    |
| Шагалово, присілок | 149                    | 150                    |